# NGC 2163
NGC 2163 é uma nebulosa na direção da constelação de Orion. O objeto foi descoberto pelo astrônomo Edouard Stephan em 1874, usando um telescópio refletor com abertura de 31,5 polegadas. 